# Johann Hubert Anton Forst
Johann Hubert Anton Forst (* 17. Februar 1756 in Berlin; † 8. August 1823 ebenda) war ein deutscher Porzellanmaler der Königlichen Porzellan-Manufaktur Berlin.

## Herkunft
Johann Hubert Anton Forst heiratete am 12. Juni 1778 Maria Sophie Charlotte Eckert (* 1757; † 1824). Sie hatten 6 Kinder. Einer seiner Söhne Johann Eusebius Anton Forst (* 1789) wurde ebenfalls ein herausragender Porzellanmaler der Königlichen Porzellan-Manufaktur Berlin.

## Ausbildung und Tätigkeit
Am 1. August 1771 wurde Forst im Alter von 15 Jahren als Lehrling in die Königliche Porzellan-Manufaktur Berlin aufgenommen. Sein Ausbilder war der königliche Hofmaler Carl Wilhelm Böhme, tätig in Meißen, seit 1761 in Berlin. 1795 wurde Forst Vorgesetzter der Landschafts-, Tier- und Vogelmaler. Am 1. Januar 1815 ging er in den Ruhestand. Forst betätigte sich bis zu seinem Tode mit der Herstellung von Zeichnungen, Stichen und Gemälden. Ab den 1820er Jahren arbeitete er für den Berliner Verleger Johann Baptist Weiß. Zusammen mit Friedrich August Calau zeichnete er Vorlagen für Umrissradierungen, die von Friedrich August Schmidt gestochen und koloriert wurden. Von 1802 bis 1824 beteiligt sich Forst an den Berliner Akademie-Ausstellungen.

## Ausstellungskataloge der Preußischen Akademie der Künste
1802: Nr. 431, Nr. 436, 
1804: Nr. 470, Nr. 475, 
1810; Nr. 238, Nr. 259. 
1812: Nr. 448 ,
1824: Nr. 751, Nr. 752